# Pero Díaz de Toledo
Pero Díaz de Toledo, señor de Olmedilla (Posiblemente en Cuenca pero necesita ser revisado, c. 1410 - 1466) jurista y humanista castellano del siglo XV, sobrino del primer obispo de Málaga, su homónimo, Pedro Díaz de Toledo y Ovalle.

## Biografía
Se le ha solido confundir con Pedro Díaz de Toledo Ovalle, primer obispo de Málaga, de quien sólo era primo hermano; el primero en asentar este error fue el erudito Rafael de Floranes, y lo reforzó la autoridad de José Amador de los Ríos, a quien siguieron Alfred Morel Fatio, Marcelino Menéndez Pelayo, Antonio Paz y Meliá, Rafael Lapesa y Francisco Márquez Villanueva, entre muchísimos otros, pero el hispanista Nicholas G. Round deshizo la impostura definitivamente. Era hijo de una familia de judíos conversos y su abuela, María de Toledo, era madre del relator, secretario y consejero de Juan II de Castilla Fernando Díaz de Toledo. De este último fue hijo Pero [Díaz] de Toledo y Ovalle, que llegó a ocupar la silla episcopal de Málaga a propuesta de los Reyes Católicos, recién conquistada la ciudad. Ambos Pedros, por tanto, eran primos hermanos.
En 1430 figura como estudiante de universidad (posiblemente la de Valladolid) y en 1433 se denomina a sí mismo estudiante de leyes. Unos ocho o diez años más tarde es contratado como escritor para la corona. El 12 de septiembre de 1438 finalizó sus estudios en la Universidad de Lérida. Se doctoró en ambos derechos y, quizá por mor de su tío, el Relator, fue nombrado Alcalde Mayor de las Alzadas —juez de apelaciones— el 15 de octubre de 1440 y luego, en 1441, Oidor de Audiencia, cuerpo de jueces de recursos importantes, generosamente remunerado. Por las mismas fechas o algo más tarde es nombrado también Referendario. Su tío, el converso jurista Fernando Díaz de Toledo, más conocido como "el Relator", era autor del famosísimo libro titulado Notas del Relator, reimpreso continuamente hasta el mismo siglo XVII. En cuanto a Pero Díaz, quien, según sus contemporáneos, era además ex liberalibus artibus satis eruditus ("ducho en las Artes Liberales", fue elegido por Juan II para redactar algunos textos que sirvieran a la educación del príncipe Enrique IV y entre 1442 y 1446 traduce y glosa los Proverbios de Pseudo-Séneca por su encargo, obra tan popular que alcanzó cuarenta ediciones, incluida la primera (Zamora, en la imprenta de Antón Centeneda, 3 de agosto de 1482). Quizá por esta comisión contactó con el poeta don Íñigo López de Mendoza, marqués de Santillana, quien entre 1435 y 1437 también había compuesto un libro de Proverbios (El Centón) para la educación del Príncipe a requerimiento de Juan II, y se unió o fue atraído al selecto círculo de traductores, escritores, humanistas e intelectuales que lo rodeaba; en efecto, consta que frecuentó su casa y biblioteca, estuvo a su servicio y le dedicó su traducción del Axíoco del pseudo-Platón. También traduce para él el Ion y el Fedro del legítimo Platón. 
Sin embargo su obra de más estima fue jurídica y en latín, el Enchiridion, que le llevó toda su vida y permanece aún inédita y desconocida: es un amplísimo, minucioso y preciso diccionario de conceptos jurídicos de derecho civil y canónico. El rey Juan II, a cuyo consejo ya pertenecía, le pidió que glosara para la educación del Príncipe los Proverbios que con el mismo fin había escrito antes el marqués de Santillana, sin duda antes de la ruptura entre padre e hijo (1446), y dicho texto se conserva (Amberes, Stelsio, 1552). En 1453 forma parte del consejo de doce doctores en el proceso seguido contra el valido Álvaro de Luna, ejecutado en Valladolid; todavía en 1454 sirvió al nuevo rey Enrique IV en una delegación de paz con Navarra, pero por poco tiempo; se hizo ciudadano de Guadalajara y sufrió los ataques del rey Enrique cuando este se dirigió contra la casa de Santillana hacia 1460, por lo que es evidente que ya se había inclinado por la causa del futuro rey usurpador Alfonso el Inocente, proclamado tras la Farsa de Ávila. En un documento de 1459 su nombre figura con el título de «señor de Olmedilla» y es citado como "honrado doctor". 
Muerto el marqués de Santillana a fines de marzo de 1458 y seguramente ya bajo el patronazgo del conde de Alba, Fernando Álvarez de Toledo, escribe el Diálogo y razonamiento en la muerte del marqués de Santillana. En los últimos años de su vida estuvo al servicio de Alfonso Carrillo, primo del Marqués y obispo de Toledo, y escribió las Glosas a la Exclamación e Querella de la Gouernagión. Pero Díaz de Toledo murió en 1466 y sus restos y los de su esposa e hijo Francisco reposan en un nicho de la capilla mayor de la iglesia parroquial de Santa María, la de San Juan de los Caballeros, en Alcalá de Henares.

## Obras
- Trad. del Pseudo-Séneca, De las costumbres, c. 1443-1444 (en Edición y estudio de la vida y obra de Pero Díaz de Toledo, señor de Olmedilla [Obras completas], ed., introd. y notas de J. L. Herrero Prado, tesis doctoral, Universidad Nacional de Educación a Distancia, Madrid, 1991, 2 vols., inéd.)
- Trad. y glosa del Pseudo-Séneca, Proverbios, c. 1443-1444 (Pero Dias de Toledo’s “Proverbios de Séneca”: An Annotated Edition of the Ms. S-ii-10 of the Escorial Library, ed. introd. y notas de B. A. Riss, tesis doctoral, University of California, Berkeley, 1979, inéd.; en J. L. Herrero Prado, 1991)
- Trad. del Pseudo-Platón, Axíoco, 1444 (en J. L. Herrero Prado, 1991; T. González Rolán y P. Saquero Suárez- Somonte, “El Axíoco pseudo-platónico traducido e imitado en la Castilla de mediados del siglo xv: edición y estudio de la versión romance de Pero Díaz de Toledo y de su modelo latino”, en Cuadernos de Filología Clásica: Estudios Latinos, 19 (2000), págs. 157-197)
- Basilio de la reformación de la ánima, c. 1444-1445 (ed. de J. N. H. Lawrance, “La traduction espagnole du De libris gentilium legendis de Saint Basile, dédiée au marquis de Santillane (Paris, BN Ms esp. 458)”, en Atalaya, 1 (1991), págs. 81-116; J. L. Herrero Prado, 1991)
- Glosa en prosa a Íñigo López de Mendoza, Marqués de Santillana, Proverbios o Centiloquio, c. 1445-1446 (Sevilla, Meinardo Ungut y Estanislao Polono, 1494 [reprod. facs. Valencia, s. n. [María Amparo y Vicente Soler], 1965]; Zaragoza, Juan Hurus, c. 1488-1490; Sevilla, Tres compañeros alemanes, 1499; Salamanca, Tipografía de Nebrija “Gramática Castellana”, c. 1500; Sevilla, J. Varela, 1526; Amberes, J. Steelsio, 1552; Madrid, Fermín Villalpando, 1799; ed. e introd. de Marcelino Menéndez Pelayo, Madrid, Atlas, 1944; en J. L. Herrero Prado, 1991)
- Traducción de Platón, Libro llamado Fedrón, c. 1446-1447 (en J. L. Herrero Prado, 1991; Libro llamado “Fedron”: Plato’s “Phaedo” translated by Pero Díaz de Toledo, introd. y ed. de N. G. Round, London, Tamesis, 1993)
- "Diálogo e razonamiento en la muerte del Marqués de Santillana", c. 1462-1463 (en Opúsculos literarios de los siglos xiv al xvi, ed. de A. Paz y Meliá, Madrid, Sociedad de Bibliófilos Españoles, 1892, págs. 245-360; en J. L. Herrero Prado, 1991)
- Glosas en prosa a Gómez Manrique, Exclamación e querella de la gobernación, c. 1465 (Cancionero castellano del siglo xv, ed. de Raymond Foulché-Delbosc, vol. II, Madrid, Bailly- Baillière, 1912-1915, págs. 130-146; en J. L. Herrero Prado, 1991); también en Gómez Manrique, Cancionero. ed. de Francisco Vidal González, Madrid: Cátedra, 2003, pp. 577 a 618.

## Obra
Lo más importante de Pero Díaz es sin duda su traducción del diálogo Fedón de Platón, del que hay edición y estudio modernos (Libro llamado Fedron. Plato's Phaedo translated by Pero Díaz de Toledo, edited with an Introduction by Nicholas G. Round, Tamesis Books, Londres, 1993). El confesor real Alonso de Espina, un furibundo anticonverso que ya había tenido un enfrentamiento con él con motivo de un juicio en la Chancillería de Valladolid, utilizó frases literales de la Introducción (es decir, de autoría directa de Pero Díaz) como ejemplo de opiniones heréticas sobre la inmortalidad del alma.
También tradujo los Proverbios del Pseudo Séneca (Zamora, 1482). 
Escribió unas Glosas a los Proverbios del marqués de Santillana, que fueron reimpresas en 1944. Es autor también del Diálogo y razonamiento en la muerte del marqués de Santillana editado por Antonio Paz y Meliá en los Opúsculos literarios de los siglos XIV a XVI (1892). A su tío dirigió una Epistola doctoris Petri Didaci ad consanguineum suum Petrum de foleto notificando mortis relatoris que se ha perdido. Para el arzobispo Carrillo produjo una versión de Josefo, Introductio ad additionen Josephi super Pentateucum et alios libros sacrae scripturae cuya referencia se conserva en la Biblioteca del Noviciado, aunque la obra se ha perdido. También se ha perdido su carísimo repertorio de saber jurídico, el Enchiridion. Su última obra es una Glosa a la obra de Diego Gómez Manrique Exclamación e querella de la gobernación, una sátira política contra el partido de Enrique IV a favor del usurpador Alfonso el Inocente; al parecer, el príncipe Alfonso habla de él como habiéndole ofrecido "muchos e buenos e aceptables servicios a mí", hacia el 25 de marzo de 1467, aunque podía estar muerto ya a finales de 1466.